# Цепков Віктор Георгійович
Ві́ктор Гео́ргійович Цепков (29 жовтня 1905, село Шелудьківка Зміївського повіту Харківської губернії, тепер Чугуївського району Харківської області — березень 1976, місто Москва, тепер Російська Федерація) — радянський діяч органів державної безпеки, полковник.

## Життєпис
Народився в родині фельдшера. У 1920 році закінчив школу 1-го ступеня.
З червня 1920 до червня 1924 року працював у господарстві батька в селі Шелудьківка Харківської губернії. З липня 1924 до серпня 1925 року завідував хатою-читальнею в селі Шелудьківка.
У вересні 1925 — липні 1926 року — слухач Ізюмської радпартшколи.
У серпні 1926 — лютому 1927 року — секретар Лозовеньківського районного комітету ЛКСМУ Ізюмської округи.
З березня до листопада 1927 року завідував Лозовеньківською районною хатою-читальнею.
Член ВКП(б) з квітня 1927 року.
У грудні 1927 — квітні 1929 року — голова правління сільпо села Лозовенька Ізюмської округи.
У травні 1929 — серпні 1930 року — дільничний інструктор Ізюмської окружної спілки споживчих товариств.
У вересні 1930 — травні 1933 року — студент Київського торгово-товарознавчого інституту.
У червні 1933 — квітні 1934 року — директор Київського кооперативного технікуму.
З травня до серпня 1934 року працював заступником директора кооперативного інституту із адміністративно-господарської частини в Києві та Харкові.
У вересні 1934 — червні 1935 року — директор Житомирського кооперативного технікуму.
З липня до жовтня 1935 року — відповідальний інструктор Української спілки споживчої кооперації в Києві.
У листопаді 1935 — вересні 1936 року — завідувач навчальної частини Київської школи торгового учнівства.
У вересні 1936 — квітні 1938 року — директор школи для дорослих № 15 «Міськвнутторгу» міста Києва.
В органах державної безпеки з квітня 1938 року. З квітня до жовтня 1938 року був слухачем Центральної школи НКВС СРСР.
У жовтні 1938 — січні 1939 року — стажер, оперативний уповноважений 9-го відділу 1-го управління НКВС СРСР.
З січня до вересня 1939 року — слідчий слідчої частини НКВС СРСР.
У вересні 1939 — березні 1941 року — слідчий, старший слідчий слідчої частини Головного економічного управління НКВС СРСР.
У березні — серпні 1941 року — начальник 5-го відділення 1-го відділу слідчої частини НКДБ СРСР.
12 серпня 1941 — 15 травня 1943 року — старший слідчий слідчої частини із особливо важливих справ НКВС СРСР. 15 травня 1943 — 1 жовтня 1944 року — старший слідчий слідчої частини із особливо важливих справ НКДБ СРСР.
1 жовтня 1944 — січень 1947 року — помічник начальника слідчої частини із особливо важливих справ НКДБ (МДБ) СРСР.
У січні 1947 — 28 червня 1950 року — начальник слідчої частини МДБ Української РСР.
28 червня 1950 — 14 вересня 1951 року — заступник міністра державної безпеки Української РСР із кадрів.
20 жовтня 1951 — 21 березня 1953 року — заступник начальника слідчої частини із особливо важливих справ МДБ СРСР.
21 березня 1953 року заарештований. Перебував під слідством, звинувачений за ст. 193-17 «б» Кримінального кодексу РРФСР. 17 серпня 1953 року справу припинили, Цепкова звільнили з в'язниці.
З серпня 1953 до січня 1954 року перебував у резерві управління кадрів МВС СРСР.
З січня до червня 1954 року — начальник відділення управління міліції в Москві.
У червні 1954 — 3 травня 1955 року — заступник начальника відділу Головного управління міліції МВС СРСР. 18 червня 1955 року звільнений із МВС через хворобу.
З серпня 1955 року — пенсіонер у Москві.
Помер у березні 1976 року в Москві.

## Звання
- лейтенант державної безпеки (25.02.1939)
- старший лейтенант державної безпеки (15.07.1941)
- майор державної безпеки (11.02.1943)
- підполковник державної безпеки (1.08.1944)
- полковник

## Нагороди
- орден Вітчизняної війни І ст. (29.10.1948)
- орден Червоної Зірки (20.09.1943)
- 5 медалей
- знак «Заслужений працівник НКВС» (19.12.1942)